# Engelsborg (Rom)
 For alternative betydninger, se Engelsborg. (Se også artikler, som begynder med Engelsborg)
Engelsborg (italiensk: Castel Sant'Angelo, overs. 'den hellige engels borg' ) også undertiden kendt som Hadrians Mausoleum, er en højtliggende rotunda (cylindrisk bygning) beliggende i Parco Adriano i Rom. Bygningen blev oprindeligt bestilt af den romerske kejser Hadrian (r. 117–138) som et mausoleum for sig selv og sin familie. De senere paver brugte bygningen som en fæstning og et slot, hvor det meste af den oprindelige bygning blev bevaret. Pave Nikolaus III byggede en overdækket korridor (Passetto di Borgo) mellem fæstningen og Peterskirken. I dag fungerer bygningen som et museum. Strukturen var engang den højeste bygning i Rom.
Fæstningen har også tjent som fængsel, blandt andet for Giordano Bruno, som sad der i seks år.

## Hadrians grav
Hadrians (r. 117–138) grav blev opført på højre bred (eller nordlige kant) af Tiberen, mellem 134 og 139 e.Kr. Oprindeligt var mausoleet en dekoreret cylinder med en havetop og en gylden quadriga. Hadrians aske blev placeret her et år efter hans død i Baiae i 138, sammen med dem fra hans kone Sabina og hans første adopterede søn, Lucius Aelius, der døde i 138. Efter dette blev også efterfølgende romerske kejsers rester placeret her – den sidste registrerede deponering var af Caracalla i 217. Urnerne, der indeholdt disse aske, blev sandsynligvis placeret i det, der nu er kendt som Skatkammeret, dybt inde i bygningen. Hadrian byggede også Pons Aelius med direkte udsigt til mausoleet.

## Galleri
- Set forfra om natten
- Om dagen
- C.W. Eckersberg, Castel St Angelo, 1819, ARoS Aarhus Kunstmuseum.
- Set fra Tiberen med Ponte Sant'Angelo i forgrunden.